# Osorno (provins)
Provincia de Osorno är en provins i Chile.   Den ligger i regionen Región de Los Lagos, i den södra delen av landet, 800 km söder om huvudstaden Santiago de Chile.
Kommuner i provinsen

- Osorno
- Puerto Octay
- Purranque
- Puyehue
- Río Negro
- San Pablo
- San Juan de la Costa

I omgivningarna runt Provincia de Osorno växer huvudsakligen savannskog. Runt Provincia de Osorno är det mycket glesbefolkat, med 5 invånare per kvadratkilometer.